# My (Belgique)
Pour les articles homonymes, voir MY et Mî.
My (en wallon Mî) est une section de la commune belge de Ferrières, située en Région wallonne dans la province de Liège. Depuis 2019, My fait partie des plus beaux villages de Wallonie.

## Géographie

### Situation
My se trouve le long de la route nationale 86 (Aywaille–Marche-en-Famenne) entre Xhoris et Vieuxville. Le village est situé en Calestienne au nord de la vallée boisée de la Lembrée. Les villages avoisinant My sont : Filot, Xhoris, Ferrières, Izier (province de Luxembourg) et Vieuxville.

### Description
Le village principalement bâti en pierre calcaire se concentre autour de l'église de l’Assomption de la Sainte-Vierge construite en brique. Le noyau ancien de la localité est traversé par la rue du Vieux Tilleul.
L'ancienne commune de My comptait deux hameaux :
- Ville située au carrefour de la route nationale 66 (Huy-Malmedy) et la route nationale 86. Son château se trouve au sein d'un beau parc arboré.
- Landrecy.

## Démographie
- Sources:INS, Rem:1831 jusqu'en 1970=recensements, 1976= nombre d'habitants au 31 décembre

## Histoire
Citée dès 874, My relevait jadis de l'abbaye de Stavelot et faisait partie du territoire du comté de Logne. Ensuite, My fit partie du duché de Luxembourg (quartier de Durbuy).
My était une commune à part entière avant la fusion des communes de 1977. Elle faisait alors partie de la province de Luxembourg.
La paroisse de My est sans doute celle d'origine de la famille Brisbois au XIVe siècle. Ponsard (ou Ponchard) Brisbois dit le Vieux Loup sera maître de forge à Mormont au début du XVe siècle. Parmi sa descendance figurent Adam Brisbois receveur du comté de Laroche, Grégoire Brisbois gentilhomme inhumé en l'église de Wéris, et Jehan Brisbois bailli de Givet.

## Patrimoine et culture

### Patrimoine architectural

#### Le vieux tilleul
Au centre du village, près de l'école construite en 1840, se dresse un vieux tilleul dont le tronc est fendu. Cet arbre séculaire a donné son nom à la rue principale de la localité. La rue du Vieux Tilleul possède plusieurs demeures bâties principalement au cours des XVIIIe et XIXe siècles. 

#### L'église de l'Assomption de la Sainte-Vierge

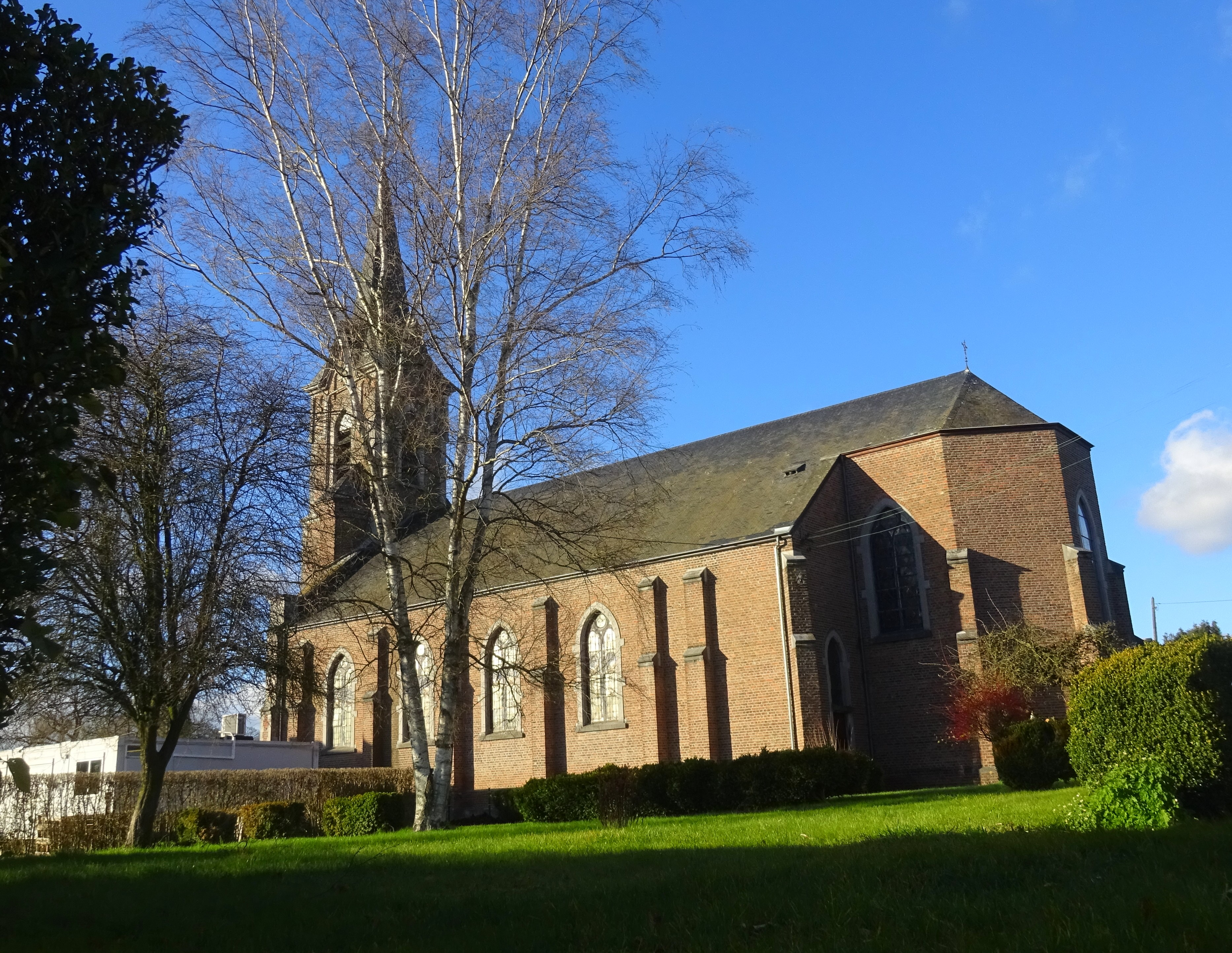
L'église de l’Assomption de la Sainte-Vierge de My.

L'église de l'Assomption de la Sainte-Vierge est construite principalement en brique en 1868 en style néo-gothique à la place d'un ancien édifice démoli quelques années auparavant.

#### Le château-ferme Wibin-Gillard
Le château-ferme Wibin-Gillard (château-ferme de My) est une construction en pierre calcaire principalement du XVIIIe siècle aux dimensions importantes (100 m sur 40 m) formant deux cours intérieures et comprenant une tour-porche de trois niveaux sous une toiture d'ardoises. Il est situé dans la partie ouest de la localité. Une demeure initiale existait en 1112. Elle est fortement transformée en 1727 pour les seigneurs de Martiny et en 1803 pour Marie-Constance de Pasquet d'Acosse dans un style néo-classique. La ferme occupe la partie nord et le château la partie sud, un peu en contrebas. Une drève de platanes centenaires relie la route nationale 86 au château-ferme.

#### Lemanoir d'Ange
Située Terre du Jardin dans le centre du village, à environ 150 m en contrebas et au sud de l'église, l'ancienne exploitation agricole appelée aujourd'hui le manoir d'Ange est un ensemble de bâtiments placés en U possédant en façade une tour-porche du XVIIe siècle de trois niveaux et demi sous une toiture pentue en ardoises ainsi qu'une tour ronde à l'intérieur de la propriété. À droite du porche d'entrée, le bâtiment se prolonge par la maison Gillard, une construction de cinq travées du XVIIe siècle remaniée en 1761 comme l'indique un chronogramme en façade.

#### La rue Sur le Mont
La rue Sur le Mont située au nord de la route nationale possède de nombreuses anciennes maisons et fermettes en pierre calcaire souvent construites au XVIIIe siècle et au XIXe siècle. Au bas de la rue, un escalier conduit à un tunnel sous la route nationale et rejoint le centre du village par la rue des Roches où l'on peut voir une pompe à eau en fonte réalisée vers 1900 alimentant une série de sept bacs abreuvoirs allongés en pierre calcaire.

#### L'ancien moulin de la Lembrée
À l'est et en contrebas du village, au bord de la Lembrée, la ferme (ou moulin) de la Lembrée est une construction en U comprenant un ancien moulin hydraulique à huile construite en plusieurs étapes en moellons de grès, calcaire et briques au XVIIIe siècle et au XIXe siècle.

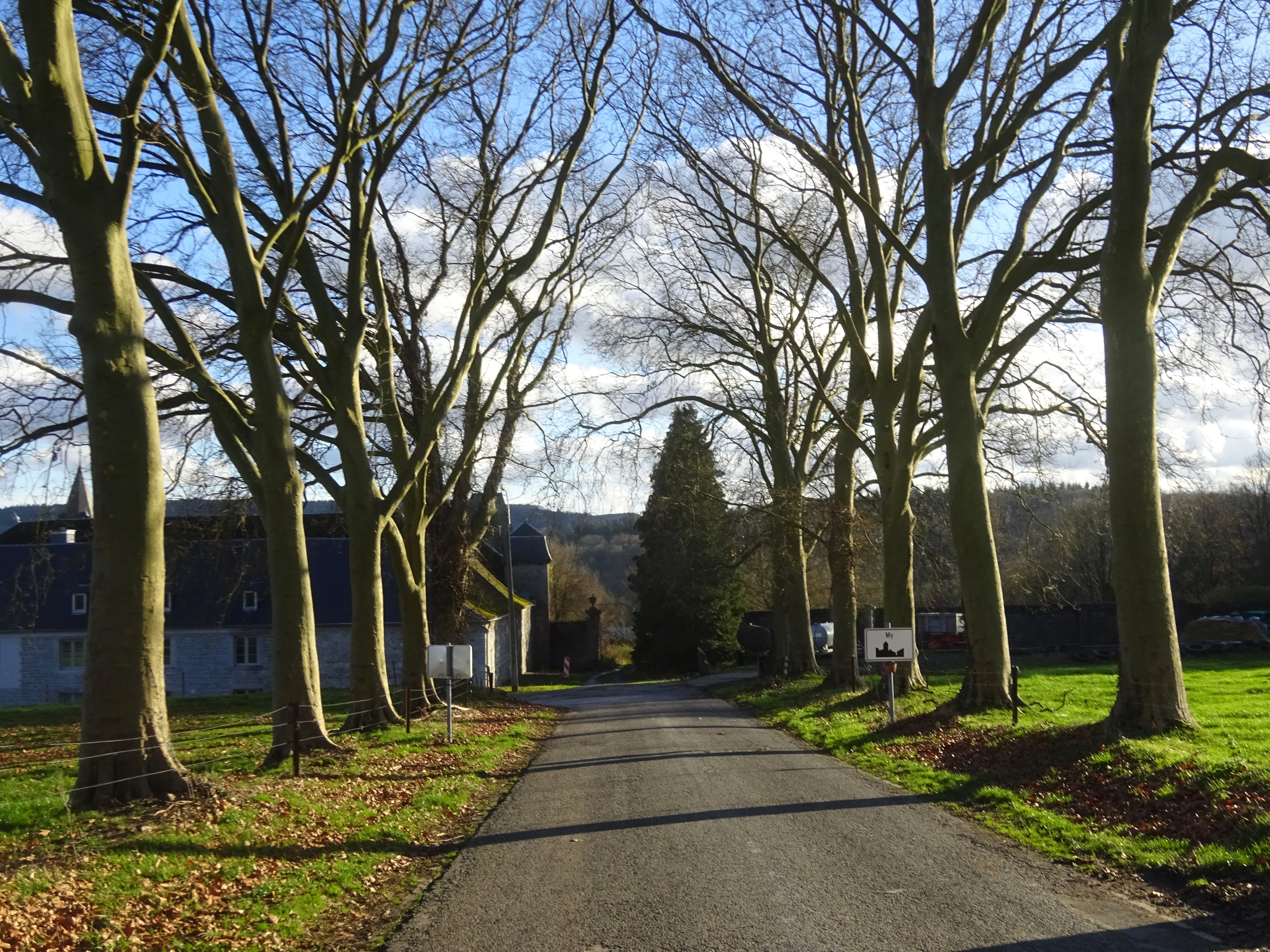
La drève devant le château-ferme Wibin-Gillard.
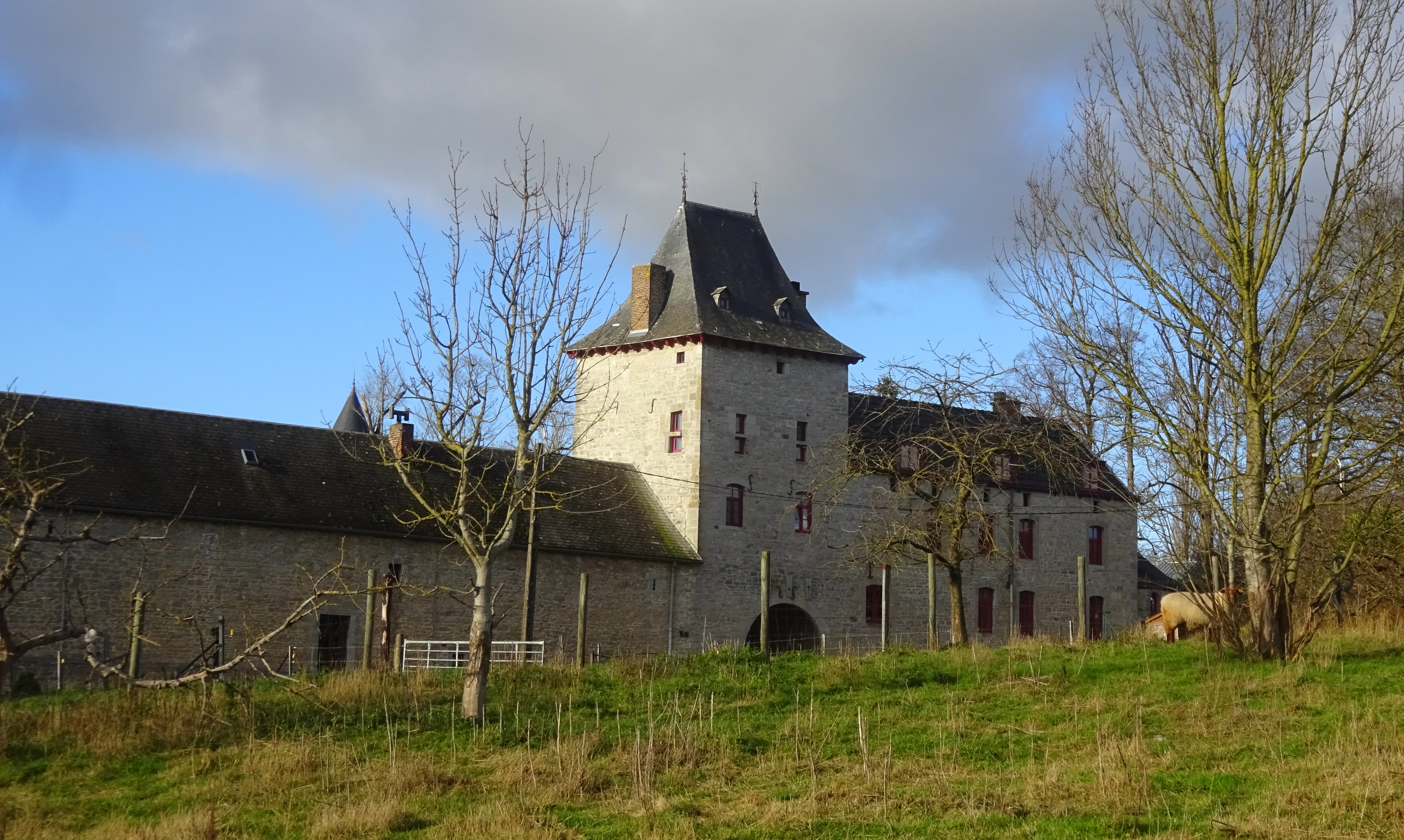
Le manoir d'Ange.
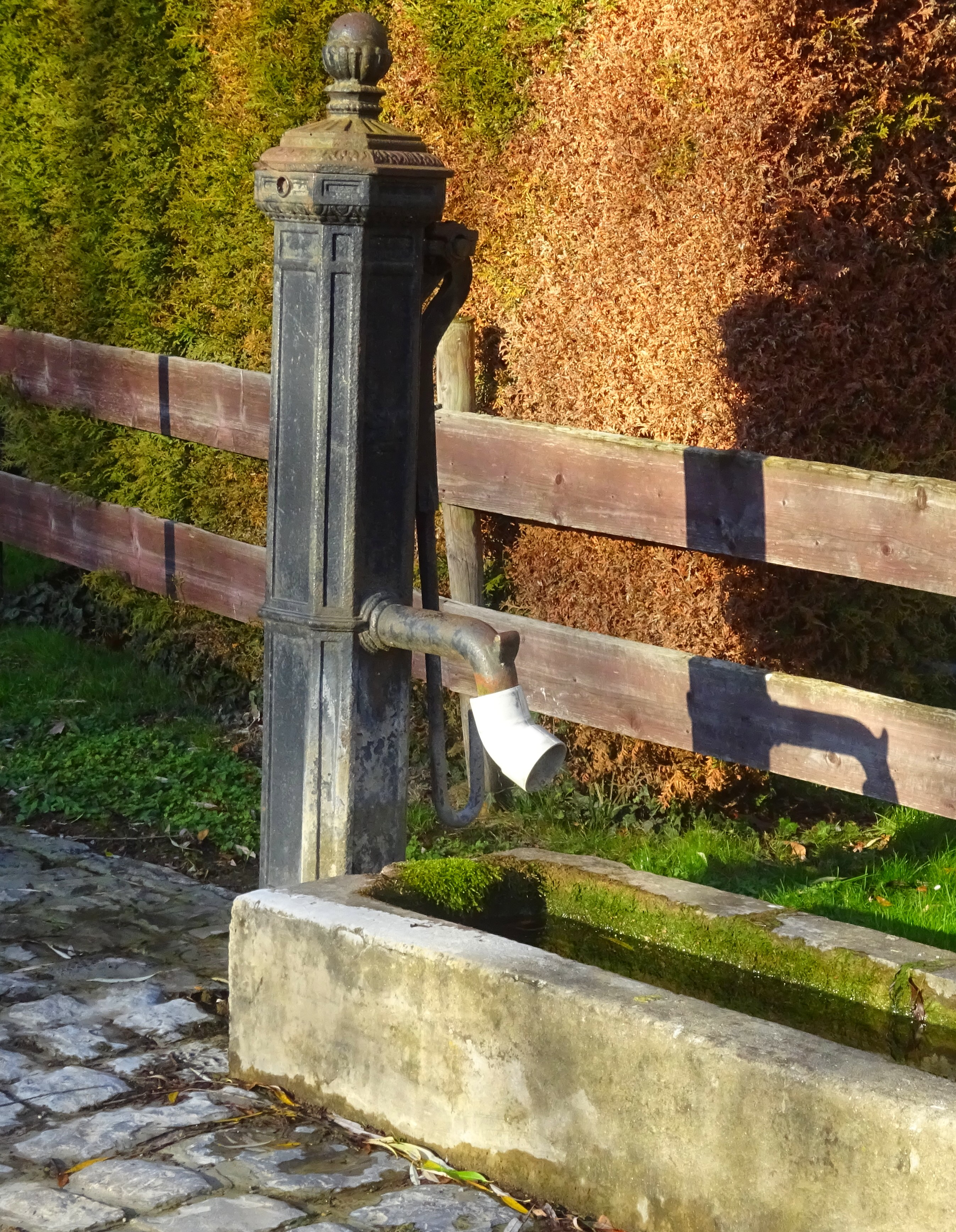
Pompe à eau et premier bac.
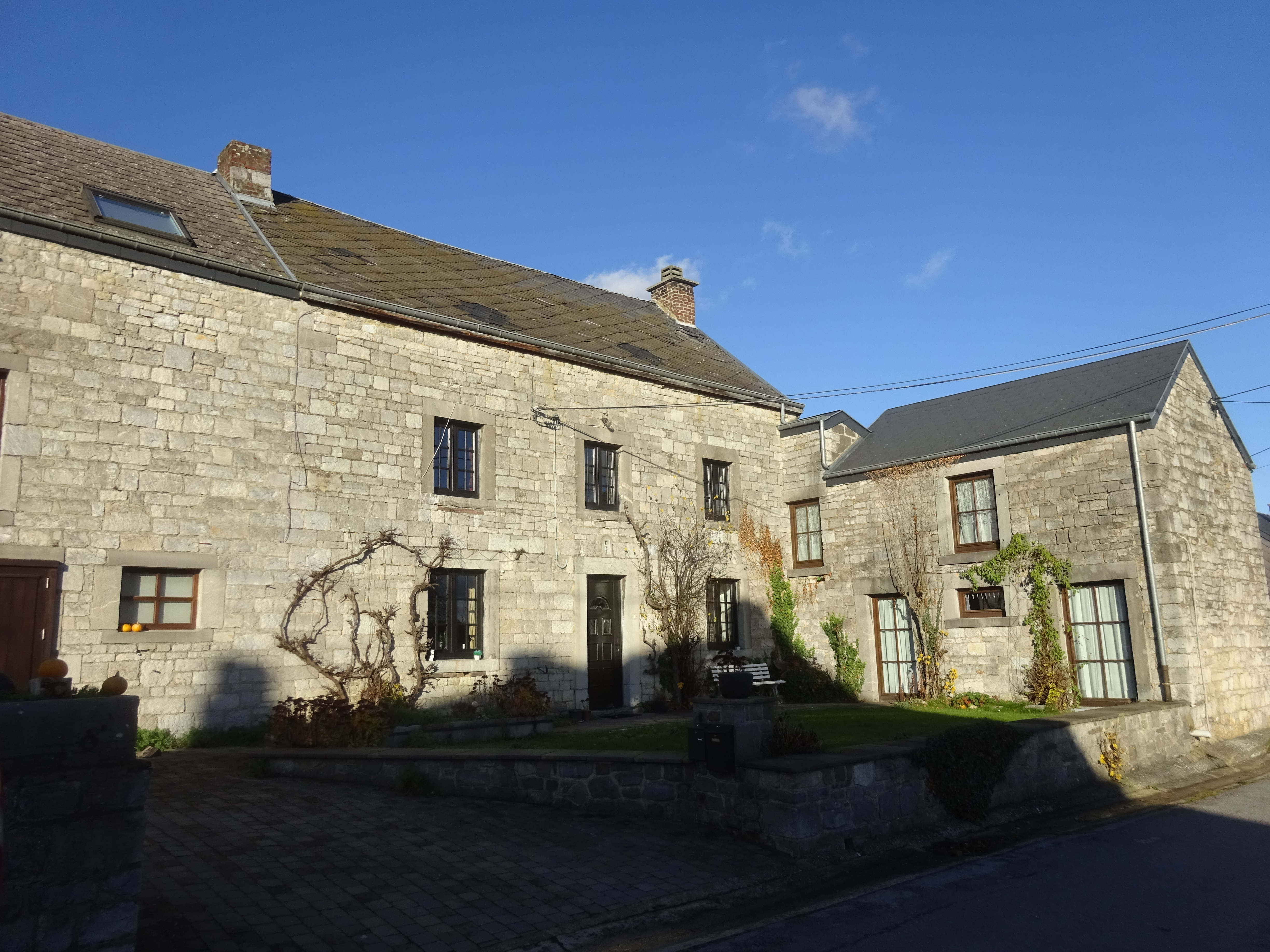
Fermette Sur le Mont.

## Économie
Le village possède plusieurs gîtes ruraux et chambres d'hôtes.

## Vie associative
Depuis 2004, chaque 1er mai, se tient le traditionnel marché de Printemps.

## Personnalités liées à My
- Victor Hubinon (1924-1979), dessinateur de bandes dessinées, mort à My.